# Clifton B. Cates
Clifton B. Cates (31 de agosto de 1893, Tiptonville, Tennessee – 4 de junho de 1970, Annapolis, Maryland) foi um militar norte-americano

## História
Ele foi homenageado por seu heroísmo durante a Primeira Guerra Mundial na Batalha de Belleau Wood, e por sua liderança de combate inspirada na Batalha de Iwo Jima na Segunda Guerra Mundial. Ele é considerado um dos jovens oficiais mais ilustres da Primeira Guerra Mundial. Cates foi um dos poucos oficiais de qualquer ramo de serviço a comandar um pelotão, uma companhia, um batalhão, um regimento e uma divisão em combate. Foi o 19º comandante do Corpo de Fuzileiros Navais dos Estados Unidos no período de 1 de janeiro de 1948 a 31 de dezembro de 1951.